# Albert Hill
Albert George Hill (24. března 1889 Londýn – 8. ledna 1969 London, Kanada) byl britský atlet, běžec na střední tratě, dvojnásobný olympijský vítěz z roku 1920.
Na začátku své sportovní dráhy se věnoval dlouhým tratím, po návratu z první světové války se přeorientoval na střední tratě.
Měl problémy s kvalifikací na olympiádu v Antverpách v roce 1920, protože byl ve věku 31 let považovaný na starého sportovce. Na olympiádě však zvítězil ve finále běhů na 800 i 1500 metrů a současně získal bronzovou medaili v běhu družstev na 3000 metrů. Krátce po olympiádě zakončil aktivní sportovní kariéru a stal se trenérem.